# Fortuna Sittard
Fortuna Sittard Combinatie – holenderski klub piłkarski mający siedzibę w mieście Sittard. Domowe mecze klub rozgrywa na stadionie Wagner & Partners Stadion, który może pomieścić 13 tysięcy widzów. Klub powstał jako fuzja zespołów Fortuna 54 oraz Sittardia i dzięki tej fuzji 1 lipca 1968 powstał Fortuna Sittard Combinatie. Największym sukcesem Fortuny 54 było wywalczenie Pucharu Holandii w 1957 roku i wicemistrzostwa Holandii (2. miejsce za Ajaksem Amsterdam) w tym samym roku. W 1964 roku Fortuna 54 po raz drugi zdobyła krajowy puchar. Sittardia natomiast nie odnosiła sukcesów i najczęściej broniła się przed spadkiem.

## Historia
W latach 90. klub niemal nieprzerwanie grał w Eredivisie i wychował wówczas paru znanych piłkarzy, w tym reprezentantów Holandii, jak choćby Kevina Hoflanda, Marka van Bommela czy Fernando Ricksena. Niedługo potem zawodnicy odeszli do PSV Eindhoven czy Rangers F.C. W klubie grali wówczas także młodzi wychowankowie PSV, którzy mieli się ogrywać w zespole Fortuny, a byli to Wilfred Bouma i Patrick Paauwe. Zawodników tych wychowywał Bert van Marwijk, który w zespole z Sittard rozpoczynał swoją karierę trenerską.
Po zakończeniu sezonu 1999/2000 van Marwijk został zatrudniony w Feyenoordzie i od tego czasu zespół zaczął upadać. System szkoleniowy nie sprawdzał się, a piłkarze którzy przyszli do Fortuny nie prezentowali wysokich umiejętności. Efektem tego był spadek z Eredivisie w 2001 roku, a klub zaczął przeżywać kłopoty finansowe. Światełko pojawiło się w 2003 roku, gdy kibice klubu wygrywając na loterii przeznaczyli część pieniędzy na klub.
W sezonie 2005/2006 klub pobił nowy niechlubny rekord w historii ligi holenderskiej, gdy nie potrafił wygrać przez 28 ligowych meczów, a do tego trzykrotnie z rzędu zajmował ostatnią pozycję w drugiej lidze.

## Sukcesy
- Eerste divisie
  - mistrzostwo (4): 1958/1959, 1963/1964, 1965/1966, 1994/1995
- Puchar Holandii
  - zwycięstwo (2): 1957, 1964
  - finał (2): 1984, 1999

## Europejskie puchary
Legenda do wszystkich tabel:
- Q – runda eliminacyjna, 1/16, 1/8, 1/4, 1/2 – odpowiednia faza rozgrywek, Grupa – runda grupowa, 1r gr – pierwsza runda grupowa, 2r gr – druga runda grupowa, F – finał, R – runda, PO – play-off
- k. – rzuty karne, los. – losowanie, Dogr. – dogrywka, w. – zasada bramek strzelonych na wyjeździe

| Sezon   | Rozgrywki                 | Runda | Przeciwnik           | Dom | Wyjazd | Ogólnie |
| ------- | ------------------------- | ----- | -------------------- | --- | ------ | ------- |
| 1964/65 | Puchar Zdobywców Pucharów | 1R    | Torino FC            | 2–2 | 1–3    | 3–5     |
| 1984/85 | Puchar Zdobywców Pucharów | 1R    | Kjøbenhavns Boldklub | 3–0 | 0–0    | 3–0     |
| 1984/85 | Puchar Zdobywców Pucharów | 1/8   | Wisła Kraków         | 2–0 | 1–2    | 3–2     |
| 1984/85 | Puchar Zdobywców Pucharów | 1/4   | Everton              | 0–2 | 0–3    | 0–5     |
| 1998    | Puchar Intertoto          | 3R    | Worskła Połtawa      | 3–0 | 2–2    | 5–2     |
| 1998    | Puchar Intertoto          | 1/2   | Austria Salzburg     | 2–1 | 1–3    | 3–4     |

## Trenerzy w historii klubu
| jako Fortuna '54 - 1956–57: Friedrich Donenfeld - 1957–58: Bram Appel - 1958–59: Harry Verhardt - 1959–61: Friedrich Donenfeld - 1961–63: Jung Schlangen - 1963–65: Wim Latten - 1965–66: Max Schirschin - 1966–67: Karl-Heinz Marotzke - 1967–68: Bram Appel jako Sittardia - 1966–68: Vladimir Beara - 1968 Frans Debruyn | jako Fortuna Sittard - 1968–69: Frans Debruyn - 1969–70: Henk Reuvers - 1970–72: Evert Teunissen - 1972–76: Cor Brom - 1976–77: Cor van der Hart - 1977–80: Joop Castenmiller - 1980–84: Frans Körver - 1984–87: Bert Jacobs - 1987–89: Hans van Doorneveld - 1989–91: Han Berger - 1991–92 Georg Keßler - 1992–94: Chris Dekker - 1994–97: Pim Verbeek - 1997–00: Bert van Marwijk | - 2000–01: Henk Duut - 2001: Frans Thijssen - 2001: Hans Verèl - 2001–04: Hans de Koning - 2004–06: Chris Dekker - 2006–07: Frans Körver - 2007: Henk Wisman - 2007–10: Roger Reijners - 2010–11: Wim Dusseldorp - 2011–12: Tini Ruys - 2012–14: Willy Boessen - 2014–15: Peter van Vossen - 2015–16 Ben van Dael - 2017–18 Sunday Oliseh - 2018: Claudio Braga |

## Skład w sezonie 2017/2018
| Nr | Poz. | Piłkarz                                 |
| -- | ---- | --------------------------------------- |
| 1  | BR   | Miguel Santos                           |
| 2  | OB   | Christopher Braun                       |
| 3  | OB   | Perr Schuurs (kapitan)                  |
| 4  | OB   | Kai Heerings                            |
| 5  | OB   | Marco Ospitalieri                       |
| 6  | OB   | Wessel Dammers                          |
| 7  | NA   | André Vidigal (wypożyczony z Académiki) |
| 9  | NA   | Finn Stokkers                           |
| 10 | NA   | Gavin Vlijter                           |
| 11 | NA   | Djibril Dianessy                        |
| 12 | OB   | Clint Essers                            |
| 14 | NA   | Lisandro Semedo                         |
| 15 | OB   | Stefan Aszkowski                        |

| Nr | Poz. | Piłkarz                                    |
| -- | ---- | ------------------------------------------ |
| 16 | OB   | Robin Hout                                 |
| 17 | PO   | Dries Saddiki                              |
| 18 | PO   | Jorrit Smeets                              |
| 21 | BR   | Aykut Özer                                 |
| 22 | PO   | Mohamed Kourouma                           |
| 23 | OB   | Mica                                       |
| 24 | PO   | Luuk Tinnemans                             |
| 25 | PO   | Lars Hutten                                |
| 26 | PO   | Bo Breukers                                |
| 28 | PO   | Lazar Kojić                                |
| 31 | BR   | Job van de Walle                           |
| 36 | PO   | Todd Cantwell (wypożyczony z Norwich City) |